# Кам-суйские народы
Кам-суйские народы (дун-шуйские народы) — группа народов на юго-востоке Китая, говорящих на кам-суйских языках. Живут в основном на стыке провинций Хунань, Гуйчжоу и Гуанси-Чжуанского АР, отдельные группы также на западе Гуандуна, северо-востоке Юньнани, севере Лаоса (канг) и Вьетнама (шуйцы).

## Состав
- дун (кам) — 3,7 млн чел. на востоке и юго-востоке Гуйчжоу, западе Хунани и на севере Гуанси-Чжуанского АР.
  - цао-мяо — группа мяо, говорящая на одном из северных диалектов дунского языка; 93 тыс.чел. на юго-востоке Гуйчжоу (уезд Липин), юго-западе Хунани (Тундао-дунский АУ) и на северо-востоке Гуанси-Чжуанского АР;
- шуйцы (суй, шуй) — св. 500 тыс. чел. на юге Гуйчжоу, севере Гуанси-Чжуанского АР, северо-востоке Юньнани и севере Вьетнама;
- мулао (мулам) — 247 тыс. чел. в Гуанси-Чжуанском АР и пограничных районах Гуйчжоу;
- маонань (самоназвание; айнань) — 62 тыс. чел. на севере Гуанси-Чжуанского авт. р-на (Хуаньцзян-маонаньский авт.уезд и соседние уезды округа Хэчи);
- бяо — св. 50 тыс. чел. на западе Гуандуна (запад уезда Хуайцзи и прилегающие районы уезда Фынкай);
- мо (мохуа, мак) — 22 тыс. чел. на юге Гуйчжоу; включаются в состав буи;
- тхен (янхуан, рау) — 25 тыс. чел. на юге Гуйчжоу (восток уезда Пинтан, часть в уезде Душань Цяньнань-буи-мяоского авт. округа); включаются в народность буи;
- ай-чам (Jiamuhua, Jinhua, Atsam) — ок. 3 тыс. чел. на юге Гуйчжоу (уезд Либо Цяньнань-буи-мяоского авт. округа); включаются в народность буи;
- канг (тай-кханг) — ок. 82 тыс. чел. в Лаосе (пров. Хуапхан и Сиангкхуанг, включаются в народность тхай) и Китае (на юго-западе Юньнани, включаются в народность дай). Вопрос об отнесении к кам-суйским народам остаётся спорным.

Малые народы мо, тхен и ай-чам в Китае официально включаются в национальности буи.
Языки составляют кам-суйскую (дун-шуйскую) группу тай-кадайских языков. Распространены также китайские (хакка и юго-западные диалекты гуаньхуа) и чжуанский языки.
Сохраняют в основном традиционные верования, шаманизм (у кам особым почитанием пользуются женщины-предки), есть буддисты, даосы, среди шуйцев и маонань в XX в. распространилось христианство.
Предки этих народов предположительно на рубеже 2-1 тыс. до н. э. отделились от прототайской общности, сформировавшейся на территории современного Гуанси-Чжуанского АР и прилегающей части Гуандуна, и мигрировали на север вдоль р. Жунцзян.
Традиционная культура типична для народов Восточной Азии. Основное занятия — пашенное и ручное земледелие, животноводство. Испытывают влияние китайцев (особенно дуны), чжуан и других соседних народов.